# Death in Paradise

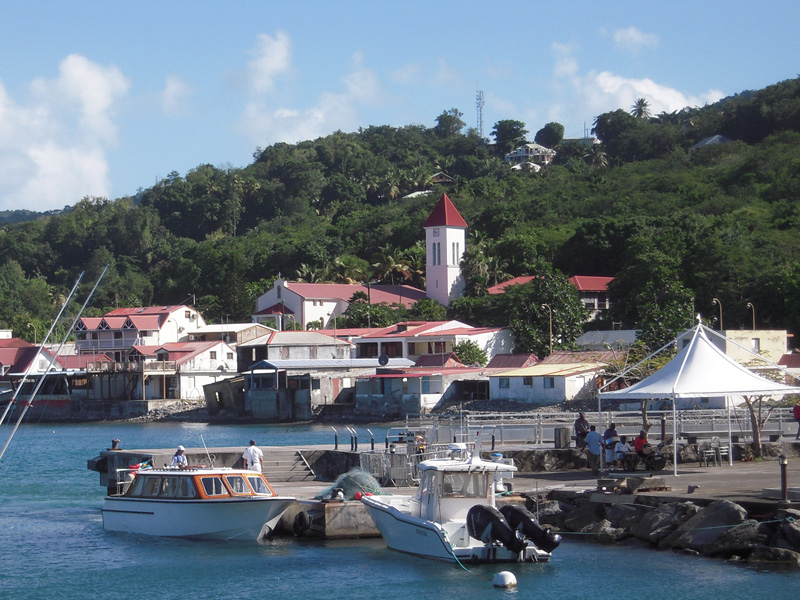
Het dorpje Deshaies fungeert als decor voor de serie

Death in Paradise is een komische politieserie die zich afspeelt op het fictieve Caraïbische eilandje Saint-Marie (in werkelijkheid het eiland Guadeloupe, opgenomen in Deshaies).
De eerste reeks van acht afleveringen werd in het laatste kwartaal van 2011 door de BBC uitgezonden. Vanwege de hoge kijkcijfers volgde begin 2013 een tweede seizoen, wederom bestaande uit acht afleveringen. De kijkcijfers bleven hoog en in januari 2025 begon de BBC met het uitzenden van het inmiddels veertiende seizoen. Naast de reguliere afleveringen werden in december 2021, 2022, 2023 en 2024 speciale kerstafleveringen van 1½ uur uitgezonden.

## De serie
Inspecteur Richard Poole (Ben Miller) is een typische stijve Engelsman die naar het eiland wordt gestuurd om een moord op te lossen en vervolgens te horen krijgt dat hij voor onbepaalde tijd moet blijven. In de loop van de eerste aflevering van het derde seizoen wordt hij vervangen door Humphrey Goodman (Kris Marshall). Goodman wordt in het zesde seizoen op zijn beurt vervangen door Jack Mooney (Ardal O'Hanlon), die het stokje in het negende seizoen doorgeeft aan Neville Parker (Ralf Little). Parker wordt in de kerstaflevering van 2024 opgevolgd door Mervin Wilson (Don Gilet).

## Hoofdrollen
- Ben Miller als DI (Detective Inspector) Richard Poole (afleveringen 1.1-3.1, gastoptreden in 10.6)
- Sara Martins als DS (Detective Sergeant) Camille Bordey (1.1-4.4, gastoptreden in 10.5, 10.6 en 13.1)
- Danny John-Jules als agent Dwayne Myers (1.1-7.8, 13.6-13.8, gastoptredens in de kerstafleveringen van 2021 en 2024)
- Gary Carr als agent Fidel Best (1.1-3.8)
- Élisabeth Bourgine als Catherine, de moeder van Camille en (vanaf 6.8) burgemeester van Saint-Marie (1.2-heden)
- Don Warrington als commissaris Selwyn Patterson (1.1-heden)
- Kris Marshall als DI Humphrey Goodman (3.1-6.6)
- Joséphine Jobert als DS Florence Cassell (4.1-8.6, 10.1-11.4, 13.7 en 13.8)
- Tobi Bakare als agent/sergeant Jean-Pierre "JP" Hooper (4.5-10.8, gastoptredens in 13.5 en 14.1)
- Ardal O'Hanlon als DI Jack Mooney (6.6-9.4)
- Shyko Amos als agent Ruby Patterson (8.2-9.8)
- Aude Legastelois als DS Madeleine Dumas (8.7-9.8)
- Ralf Little als DI Neville Parker (9.5-13.8)
- Tahj Miles als agent Marlon Pryce (10.2-13.5)
- Shantol Jackson als (detective) sergeant Naomi Thomas (11.1-heden)
- Ginny Holder als Darlene Curtis (7.3, 7.4, 7.5, 7.7, 11.5-heden)
- Don Gilet als DI Mervin Wilson (kerstaflevering 2024, 2025-heden)
- Shaquille Ali-Yebuah als agent Sebastian Rose (2025-heden)

## Trivia
Een belangrijke bijrol in de serie is weggelegd voor een hagedis genaamd Harry. Met hem (of haar) komen DI Poole en sommige van zijn opvolgers nog het dichtst in de buurt van een persoonlijke relatie. De hagedis is overigens niet echt, maar het resultaat van digitale animatie. Zijn (of haar) naam zou ontleend zijn aan prins Harry ("I think he looks quite like him").